# Weloy Municipality
Weloy Municipality är en kommun i Mikronesiens federerade stater (USA).   Den ligger i delstaten Yap, i den västra delen av landet, 2 200 km väster om huvudstaden Palikir. Antalet invånare är 1 197.
Följande samhällen finns i Weloy Municipality:
- Colonia